# Network for Greening the Financial System
Network for Greening the Financial System (NGFS) es una red de 83 bancos centrales y supervisores financieros que tiene como objetivo acelerar la ampliación de las finanzas verdes y desarrollar recomendaciones para el papel de los bancos centrales en el cambio climático. La NGFS se creó en 2017 y su secretaría está alojada en el Banco de Francia. Su presidente actual es el banquero central holandés Frank Elderson. El NGFS ha sido galardonado como mejor iniciativa verde del año 2020 por Centralbanking.com.
Según su estatuto, el propósito de la NGFS es «definir, promover y contribuir al desarrollo de las mejores prácticas que se implementarán dentro y fuera de la membresía de la NGFS y realizar o encargar un trabajo analítico sobre finanzas verdes».
El NGFS se anunció en la “Cumbre One Planet” de París en diciembre de 2017. La red fue lanzada por los ocho bancos centrales fundadores, bajo el liderazgo de François Villeroy de Galhau, el gobernador del Banco de Francia, Frank Elderson del Banco de los Países Bajos y el exgobernador del Banco de Inglaterra, Mark Carney.

## Trabajo y actividades
La NGFS organiza eventos e investigaciones sobre el cambio climático. En 2021, la NGFS identificó nueve opciones de política que los bancos centrales podrían elegir para alinear su política monetaria con los objetivos climáticos.
El trabajo de NGFS se organiza actualmente en torno a 5 flujos de trabajo:
- “Microprudencial/Supervisión”, presidido por el Sr. Zeng Yi Wong de la Autoridad Monetaria de Singapur
- “Macrofinancial”, presidido por Sarah Breeden del Banco de Inglaterra
- “Ampliación de las finanzas verdes”, presidida por Sabine Mauderer del Banco Federal Alemán
- “Superando las lagunas de datos”, presidido por Patrick Amis del Banco Central Europeo y Fabio Natalucci del Fondo Monetario Internacional
- "Investigación", presidida por Ma Jun del Banco Popular de China

## Gobernanza y membresía
A 19 de marzo de 2021, la NGFS está compuesta por 89 miembros y 13 observadores.